# Tricentrus femoratus
Tricentrus femoratus är en insektsart som beskrevs av Walker 1870. Tricentrus femoratus ingår i släktet Tricentrus och familjen hornstritar. Inga underarter finns listade i Catalogue of Life.